# Kaibab Trail Suspension Bridge
Le Kaibab Trail Suspension Bridge est un pont suspendu américain dans le comté de Coconino, en Arizona. Construite en 1928, cette passerelle permet le franchissement du Colorado, à l'intérieur du Grand Canyon, par le sentier de randonnée dit South Kaibab Trail, un National Recreation Trail depuis 1981. Protégée au sein du parc national du Grand Canyon, elle est classée National Historic Civil Engineering Landmark par l'American Society of Civil Engineers depuis le 23 février 2019.